# Campeonato Mundial de Esportes Aquáticos de 1982
O Campeonato Mundial de Esportes Aquáticos de 1982 foi a quarta edição do Campeonato Mundial de Esportes Aquáticos. Foi realizado na cidade de Guayaquil, no Equador, de 29 de julho a 8 de agosto.

## Esportes
- Nado Sincronizado
- Natação
- Pólo Aquático
- Saltos Ornamentais

## Quadro de Medalhas
| #  | País               | Gold. | Silver. | Bronze. | Total |
| -- | ------------------ | ----- | ------- | ------- | ----- |
| 1  | Estados Unidos     | 13    | 11      | 10      | 34    |
| 2  | Alemanha Oriental  | 12    | 9       | 5       | 26    |
| 3  | União Soviética    | 5     | 9       | 4       | 18    |
| 4  | Canadá             | 3     | 3       | 1       | 7     |
| 5  | Alemanha Ocidental | 2     | 1       | 3       | 6     |
| 6  | Países Baixos      | 1     | 1       | 2       | 4     |
| 7  | Brasil             | 1     | 0       | 0       | 1     |
| 8  | Hungria            | 0     | 2       | 0       | 2     |
| 9  | Austrália          | 0     | 1       | 0       | 1     |
|    | Reino Unido        | 0     | 1       | 0       | 1     |
| 11 | Japão              | 0     | 0       | 3       | 3     |
|    | Suécia             | 0     | 0       | 3       | 3     |
| 13 | China              | 0     | 0       | 2       | 2     |
| 14 | Itália             | 0     | 0       | 1       | 1     |
|    | Romênia            | 0     | 0       | 1       | 1     |
|    | Iugoslávia         | 0     | 0       | 1       | 1     |

## Resultados

### Natação
Masculino
| Evento          | Ouro                                                                             | Prata                                                                            | Bronze                                                                               |
| 100 m Livre     | Jörg Woithe Alemanha Oriental 50.18 CR                                           | Rowdy Gaines Estados Unidos 50.21                                                | Per Johansson Suécia 50.25                                                           |
| 200 m Livre     | Michael Gross Alemanha Ocidental 1:49.84 CR                                      | Rowdy Gaines Estados Unidos 1:49.92                                              | Jörg Woithe Alemanha Oriental 1:50.71                                                |
| 400 m Livre     | Vladimir Salnikov URSS 3:51.30 CR                                                | Svyatoslav Semenov URSS 3:51.43                                                  | Sven Lodziewski Alemanha Oriental 3:51.84                                            |
| 1.500 m Livre   | Vladimir Salnikov URSS 15:01.77 CR                                               | Svyatoslav Semenov URSS 15:05.54                                                 | Darjan Petrić Iugoslávia 15:10.20                                                    |
| 100 m Costas    | Dirk Richter Alemanha Oriental 55.95 CR                                          | Rick Carey Estados Unidos 56.04                                                  | Vladimir Shemetov URSS 56.42                                                         |
| 200 m Costas    | Rick Carey Estados Unidos 2:00.82 CR                                             | Sándor Wladár Hungria 2:01.31                                                    | Frank Baltrusch Alemanha Oriental 2:01.51                                            |
| 100 m Peito     | Steve Lundquist Estados Unidos 1:02.75 CR                                        | Victor Davis Canadá 1:02.82                                                      | John Moffet Estados Unidos 1:03.13                                                   |
| 200 m Peito     | Victor Davis Canadá 2:14.77 WR                                                   | Robertas Žulpa URSS 2:16.68                                                      | John Moffet Estados Unidos 2:18.54                                                   |
| 100 m Borboleta | Matt Gribble Estados Unidos 53.88 CR                                             | Michael Gross Alemanha Ocidental 54.26                                           | Bengt Baron Suécia 54.47                                                             |
| 200 m Borboleta | Michael Gross Alemanha Ocidental 1:58.85 CR                                      | Sergey Fesenko URSS 1:59.91                                                      | Craig Beardsley Estados Unidos 2:00.08                                               |
| 200 m Medley    | Aleksandr Sidorenko URSS 2:03.30 CR                                              | Bill Barrett Estados Unidos 2:03.49                                              | Giovanni Franceschi Itália 2:04.65                                                   |
| 400 m Medley    | Ricardo Prado Brasil 4:19.78 WR                                                  | Jens-Peter Berndt Alemanha Oriental 4:23.02                                      | Sergey Fesenko URSS 4:23.29                                                          |
| 4x100 m Livre   | Estados Unidos 3:19.26 Chris Cavanaugh Robin Learny David McCagg Rowdy Gaines WR | URSS 3:21.78 Sergey Krasyuk Aleksey Filonov Sergey Smiriyagin Aleksey Markovskiy | Suécia 3:22.15 Per Johansson Bengt Baron Per Holmertz Per Wikström                   |
| 4x200 m Livre   | Estados Unidos 7:21.09 Rich Saeger Jeff Float Kyle Miller Rowdy Gaines           | URSS 7:24.91 Vladimir Shemetov Ivar Stukolkin Vladimir Salnikov Aleksey Filonov  | Alemanha Ocidental 7:25.46 Andreas Schmidt Dirk Korthals Rainer Henkel Michael Gross |
| 4x200 m Medley  | Estados Unidos 3:40.84 Rick Carey Steve Lundquist Matt Gribble Rowdy Gaines WR   | URSS 3:42.86 Vladimir Shemetov Yuriy Kis Aleksey Markovskiy Sergey Smiriyagin    | Alemanha Ocidental 3:44.78 Stefan Peter Gerald Mörken Michael Gross Andreas Schmidt  |

Feminino
| Evento          | Ouro                                                                                 | Prata                                                                         | Bronze                                                                               |
| 100 m Livre     | Birgit Meineke Alemanha Oriental 55.79                                               | Annemarie Verstappen Holanda 55.87                                            | Jill Sterkel Estados Unidos 56.27                                                    |
| 200 m Livre     | Annemarie Verstappen Holanda 1:59.53                                                 | Birgit Meineke Alemanha Oriental 2:00.67                                      | Annelies Maas Holanda 2:00.84                                                        |
| 400 m Livre     | Carmela Schmidt Alemanha Oriental 4:08.98                                            | Petra Schneider Alemanha Oriental 4:10.08                                     | Tiffany Cohen Estados Unidos 4:11.85                                                 |
| 800 m Livre     | Kim Linehan Estados Unidos 8:27.48                                                   | Jackie Wilmott Reino Unido 8:32.61                                            | Carmela Schmidt Alemanha Oriental 8:33.67                                            |
| 100 m Costas    | Kristin Otto Alemanha Oriental 1:01.30 CR                                            | Ina Kleber Alemanha Oriental 1:01.47                                          | Sue Walsh Estados Unidos 1:02.86                                                     |
| 200 m Costas    | Cornelia Sirch Alemanha Oriental 2:09.91 WR                                          | Georgina Parkes Austrália 2:14.98                                             | Carmen Bunaciu Romênia 2:15.40                                                       |
| 100 m Peito     | Ute Geweniger Alemanha Oriental 1:09.14 CR                                           | Anne Ottenbrite Canadá Kim Rhodenbaugh Estados Unidos 1:11.03                 | Nenhuma                                                                              |
| 200 m Peito     | Svetlana Varganova URSS 2:28.82 CR                                                   | Ute Geweniger Alemanha Oriental 2:29.71                                       | Anne Ottenbrite Canadá 2:33.05                                                       |
| 100 m Borboleta | Mary T. Meagher Estados Unidos 59.41 CR                                              | Ines Geissler Alemanha Oriental 1:00.36                                       | Melanie Buddemeyer Estados Unidos 1:00.40                                            |
| 200 m Borboleta | Ines Geissler Alemanha Oriental 2:08.66 CR                                           | Mary T. Meagher Estados Unidos 2:09.76                                        | Heike Dähne Alemanha Oriental 2:10.29                                                |
| 200 m Medley    | Petra Schneider Alemanha Oriental 2:11.79 CR                                         | Ute Geweniger Alemanha Oriental 2:13.38                                       | Tracy Caulkins Estados Unidos 2:15.91                                                |
| 400 m Medley    | Petra Schneider Alemanha Oriental 4:36.10 WR                                         | Kathleen Nord Alemanha Oriental 4:43.51                                       | Tracy Caulkins Estados Unidos 4:44.64                                                |
| 4x100 m Livre   | Alemanha Oriental 3:43.97 Birgit Meineke Suzanne Link Kristin Otto Caren Metschuk    | Estados Unidos 3:45.76 Susan Habernigg Kathy Treible Beth Washut Jill Sterkel | Holanda 3:49.59 Annemarie Verstappen Annelies Maas Wilma van Velsen Conny van Bentum |
| 4x100 m Medley  | Alemanha Oriental 4:05.88 Kristin Otto Ute Geweniger Ines Geissler Birgit Meineke WR | Estados Unidos 4:08.12 Sue Walsh Kim Rhodenbaugh Mary T. Meagher Jill Sterkel | URSS 4:12.36 Larisa Gorchakova Svetlana Varganova Natalya Pokas Irina Gerasimova     |

Legenda
| Recorde mundial       | Recorde mundial (World record)               |                       | Recorde africano                      | Recorde africano (African) |                                           | Q | Classificado por posição (Qualified) |
| Recorde do campeonato | Recorde do campeonato (Championship record)  | Recorde da América    | Recorde da América (Americas)         | q                          | Classificado por melhor tempo (Qualified) |   |                                      |
| Melhor marca do ano   | Melhor marca do ano (World leading)          | Recorde asiático      | Recorde asiático (Asian)              | DNS                        | Não largou (Did not start)                |   |                                      |
| Recorde nacional      | Recorde nacional (National record)           | Recorde europeu       | Recorde europeu (European)            | DNF                        | Não terminou (Did not finish)             |   |                                      |
| Recorde pessoal       | Recorde pessoal do atleta (Personal best)    | Recorde da Oceania    | Recorde da Oceania (Oceania)          | DSQ / DQ                   | Desclassificado (Disqualified)            |   |                                      |
| Recorde da temporada  | Recorde da temporada do atleta (Season best) | Recorde sul-americano | Recorde sul-americano (South America) | NM                         | Sem marca (No mark)                       |   |                                      |

### Saltos Ornamentais
| Evento                   | Ouro                                    | Prata                                       | Bronze                                  |
| Trampolim 3m Masculino   | Greg Louganis Estados Unidos 752,67 pts | Sergey Kuzmin URSS 636,15 pts               | Aleksandr Portnov URSS 631,56 pts       |
| Plataforma 10m Masculino | Greg Louganis Estados Unidos 634,26 pts | Vladimir Aleynik URSS 629,85 pts            | Bruce Kimball Estados Unidos 619,68 pts |
| Trampolim 3m Feminino    | Megan Neyer Estados Unidos 501,03 pts   | Christina Seufert Estados Unidos 490,02 pts | Peng Yuanchuan China 482,10 pts         |
| Plataforma 10m Feminino  | Wendy Wyland Estados Unidos 438,78 pts  | Ramona Wenzel Alemanha Oriental 417,99 pts  | Zhou Jihong China 399,78 pts            |

### Nado Sincronizado
| Evento  | Ouro                                           | Prata                                             | Bronze                                    |
| Solo    | Tracie Ruiz Estados Unidos 192,300             | Kelly Kryczka Canadá 188,983                      | Miwako Motoyoshi Japão 181,600            |
| Dueto   | Sharon Hambrook & Kelly Kryczka Canadá 190,541 | Candy Costie & Tracie Ruiz Estados Unidos 188,650 | Ikuko Abe & Masako Fujiwara Japão 181,900 |
| Equipes | Canadá 188,258                                 | Estados Unidos 186,832                            | Japão 182,050                             |

### Pólo Aquático
Masculino
| Evento    | Ouro            | Prata   | Bronze             |
| Masculino | União Soviética | Hungria | Alemanha Ocidental |